# Hanks' Dugouts
 (mars 2021).
Pour les articles homonymes, voir Hanks.
Les Hanks' Dugouts sont une série de ruines américaines situées à proximité de la Pleasant Creek dans le comté de Wayne, dans l'Utah. Protégées au sein du parc national de Capitol Reef, ces anciennes habitations ont été utilisées par une famille de pionniers mormons de 1883 à 1888. Elles sont inscrites au Registre national des lieux historiques depuis le 13 septembre 1999.